# Erich Kalteis
Erich Kalteis (* 24. Dezember 1926 in Traisen; † 10. März 1993 in Lilienfeld) war ein österreichischer Politiker (SPÖ) und Hauptschuldirektor. Er war von 1978 bis 1991 Abgeordneter zum Landtag von Niederösterreich.
Kalteis besuchte nach der Volks- und Hauptschule, die Lehrerbildungsanstalt St. Pölten und schloss seine Ausbildung nach vierjähriger Unterbrechung zwischen 1944 und 1947 durch Militärdienst und Kriegsgefangenschaft 1949 mit der Matura ab. Er trat danach im Jahr 1950 in den Schuldienst und arbeitete ab 1953 in der Hauptschule in Traisen. Lokalpolitische engagierte sich Kalteis ab 1960 als Gemeinderat in Traisen, zwischen 1968 und 1993 hatte er die Funktion des Bürgermeisters dieser Gemeinde inne. Kalteis, der innerparteilich auch als SPÖ-Bezirksparteivorsitzender aktiv war, vertrat seine Partei zwischen dem 26. Jänner 1978 und dem 17. Oktober 1991 im Niederösterreichischen Landtag.